# Choró
Choró là một đô thị thuộc bang Ceará, Brasil. Đô thị này có diện tích 815,759 km², dân số năm 2007 là 12650 người, mật độ 15,51 người/km².